# Associazione Sportiva Biellese 1902 2006-2007
Questa voce raccoglie le informazioni riguardanti l'Associazione Sportiva Biellese 1902 nelle competizioni ufficiali della stagione 2006-2007.

## Rosa
| N. |                   | Ruolo | Calciatore           |
| -- | ----------------- | ----- | -------------------- |
|    | Italia (bandiera) | C     | Enrico Antonioni     |
|    | Italia (bandiera) | C     | Michele Arrigoni     |
|    | Italia (bandiera) | D     | Cristiano Bacci      |
|    | Italia (bandiera) | P     | Alessandro Barberis  |
|    | Italia (bandiera) | A     | Roberto Bortolotto   |
|    | Italia (bandiera) | A     | Costantino Borneo    |
|    | Italia (bandiera) | C     | Davide Bottone       |
|    | Italia (bandiera) | C     | Antonio Brizzi       |
|    | Italia (bandiera) | C     | Vittorio Cammarosano |
|    | Italia (bandiera) | C     | Diego Colurcio       |
|    | Italia (bandiera) | D     | Lorenzo Cresta       |
|    | Italia (bandiera) | D     | Marco Fabris         |
|    | Italia (bandiera) | C     | Giovanni Foderaro    |
|    | Italia (bandiera) | C     | Fulvio Gallo         |
|    | Italia (bandiera) | C     | Gianni Garghentini   |
|    | Italia (bandiera) | C     | Ettore Guglieri      |
|    | Italia (bandiera) | C     | Marcello Koffi Teja  |
|    | Italia (bandiera) | C     | Simone Lonzi         |

| N. |                   | Ruolo | Calciatore         |
| -- | ----------------- | ----- | ------------------ |
|    | Italia (bandiera) | A     | Simone Malatesta   |
|    | Italia (bandiera) | C     | Mario Massaro      |
|    | Italia (bandiera) | C     | Mirko Monetta      |
|    | Italia (bandiera) | P     | Luca Mordenti      |
|    | Italia (bandiera) | A     | Francesco Morga    |
|    | Italia (bandiera) | C     | Marco Perini       |
|    | Italia (bandiera) | C     | Andrea Petaccia    |
|    | Italia (bandiera) | C     | Matteo Ravetto     |
|    | Italia (bandiera) | C     | Pasquale Rocca     |
|    | Italia (bandiera) | C     | Danilo Santangelo  |
|    | Italia (bandiera) | D     | Daniele Saraceno   |
|    | Italia (bandiera) | C     | Marco Scarnato     |
|    | Italia (bandiera) | D     | Giuseppe Scaturro  |
|    | Italia (bandiera) | A     | Gianluca Soragna   |
|    | Italia (bandiera) | A     | Andrea Tacconelli  |
|    | Italia (bandiera) | C     | Stefano Turi       |
|    | Italia (bandiera) | C     | Francesco Varrenti |
|    | Italia (bandiera) | A     | Jonathan Villa     |